# Turnhalle Deichhorst
Die Turnhalle Deichhorst in Delmenhorst-Deichhorst, Kantstr. 40, wurde 1908 gebaut.
Das Gebäude ist ein Baudenkmal in Delmenhorst.

## Geschichte
Die verklinkerte Turnhalle mit den Fledermausgauben im Walmdach wurde 1908 (andere Quellen 1907) im Stil der Reformarchitektur nach Plänen von Hugo Wagner (Bremen) gebaut. Es war die dritte Turnhalle in Delmenhorst. Sie wurde 1973 und 2003 saniert und wird von der Grundschule und von Sportvereinen genutzt.
Wagner entwarf in Bremen u. a. auch das Haus Bätjer, die Kaffee-Hag-Fabrik, das Haus Bücking, die Wohnhausgruppe Hohenlohestraße und 1909 die Sparkasse in Delmenhorst.